# Phoenix Labs (studio de jeu)
Phoenix Labs est un développeur canadien de jeux vidéo basé à Vancouver, en Colombie-Britannique. La société a été fondée en avril 2014 par les anciens développeurs de Riot Games, Jesse Houston, Sean Bender et Robin Mayne,. Le premier projet du studio, Dauntless, a été lancé en bêta ouverte sur Microsoft Windows en mai 2018 et est sorti sur PC, PlayStation 4 et Xbox One le 21 mai 2019 et sur Nintendo Switch le 10 décembre 2019 - avec une vision de jeu multiplateforme.

## Histoire
Les fondateurs Jesse Houston, Sean Bender et Robin Mayne ont créé Phoenix Labs dans le but de créer un studio axé sur les expériences de jeu coopératif en ligne. Au début, les fondateurs ont été rejoints par d'anciens développeurs de BioWare, Riot Games, Capcom et Blizzard Entertainment. Ils ont fait appel à d'anciens collègues pour occuper des postes au sein de Phoenix Labs et les 23 premiers employés du studio avaient tous déjà créé des jeux avec Houston. Leur compréhension commune de la façon dont les jeux multijoueurs peuvent rassembler les gens a conduit au développement de Dauntless et de son modèle économique free-to-play.
Afin de poursuivre le développement, Phoenix Labs a levé un financement de série B pour soutenir cette vision en février 2018 et a lancé Dauntless en bêta ouverte le 24 mai 2018. Malgré cet investissement, la société a conservé un contrôle indépendant du studio. La société a continué à développer Dauntless en encourageant les conversations en aller-retour entre les développeurs et les joueurs. Les concepteurs du jeu, les directeurs et les cadres se connectent tous régulièrement avec les joueurs par le biais de forums et de médias sociaux pertinents,. Depuis la sortie de la version bêta du jeu, le studio a continué à apporter des modifications en fonction des commentaires et des discussions des joueurs. Par exemple, Dauntless comportait à l'origine de loot boxes sous la forme de Chroma Cores, qui accordaient aux joueurs des objets cosmétiques aléatoires lorsqu'ils étaient ouverts. Des conversations avec la communauté ont toutefois conduit Phoenix Labs à supprimer les Chroma Cores et à permettre aux joueurs de sélectionner et d'acheter les objets cosmétiques qu'ils souhaitent.
En juillet 2018, Phoenix Labs a annoncé que Dauntless avait atteint 2 millions de comptes enregistrés. Plus tard cette année-là, en octobre, le studio a levé un autre tour de financement dirigé par Sapphire Ventures (en). Ce tour de financement avait pour but d'aider à développer les opérations du service en direct de Dauntless. En décembre 2018, ce service en direct a évolué lorsque Phoenix Labs a lancé la première saison de Hunt Pass, une série de défis qui promettent des récompenses à durée limitée pendant la durée de la saison. Depuis, Phoenix Labs a produit un flux constant de mises à jour de contenu.
Le studio avait initialement promis un lancement sur PlayStation 4 et Xbox One pour Dauntless en avril 2019, mais cela a été retardé, et une fenêtre de sortie plus large a été fixée à l'été 2019,.
Le 29 janvier 2020, Garena a annoncé l'acquisition de Phoenix Labs pour un montant estimé à 150 millions de dollars US, afin de renforcer ses capacités de développement de jeux. L'acquisition conduira également à davantage de fonctionnalités dans les jeux, ainsi qu'à de plus grandes opportunités d'expansion sur de nouveaux marchés.
Le 2 décembre 2020, Phoenix Labs a annoncé l'ouverture de deux nouveaux bureaux à Los Angeles, en Californie, et à Montréal, au Québec.
Fin janvier, début fevrier 2023, Phoenix Labs redevient indépendant à la suite de son rachat par des investisseurs et se sépare donc de sa société-mère Garena.
Lors de l'année 2023, les employés de Phoenix Labs subissent plusieurs vagues de licenciements. La première fut annoncée en mai, où l'entreprise se sépare de 9% de ses employés. Et la seconde en décembre, avec 34 employés supplémentaires qui quittent les rangs de Phoenix Labs.
En mai 2024, Phoenix Labs déclare dans un post Linkedin la restructuration de l'entreprise et les employés subissent à nouveau une vague de licenciements. Le nombre exact de licenciements n'a pas été communiqué mais selon le Principal Engineer de Phoenix Labs Kris Morness, entre 140 et 160 employés ont été concernés. Il déclare également que Phoenix Labs aurait été acquis par la plateforme de blockchain Forte il y a plus d'un an et que tous les projets en cours de développement ont été annulés, y compris un jeu en développement depuis plus de 5 ans qui devait être annoncé au public le mois suivant,,.

## Partenariat avec Epic Games
En janvier 2019, Phoenix Labs a annoncé un partenariat avec Epic Games qui verra Dauntless devenir disponible sur PC exclusivement par le biais de la boutique Epic Games et exigera que tous les joueurs se connectent en utilisant un compte Epic Games.
Si la décision de faire de Dauntless une exclusivité de la boutique Epic Games a été critiquée par certains, Mayne a cité le jeu multiplateforme comme le principal avantage du partenariat.

## Jeux développés
| Année | Titre     | Genre(s)       | Plateforme(s)                                               |
| ----- | --------- | -------------- | ----------------------------------------------------------- |
| 2019  | Dauntless | Action-RPG     | PlayStation 4, Xbox One, Microsoft Windows, Nintendo Switch |
| 2023  | Fae Farm  | RPG Simulation | Nintendo Switch, Microsoft Windows                          |